# SN 2000cy
SN 2000cy – supernowa odkryta 26 lipca 2000 roku w galaktyce M+03-40-02. W momencie odkrycia miała maksymalną jasność 19,50m.